# Bowling Green (Floride)
Pour les articles homonymes, voir Bowling Green.
Bowling Green est une ville américaine située dans le comté de Hardee, en Floride.

## Démographie
| 1910 | 1920 | 1930  | 1940 | 1950 | 1960  |
| ---- | ---- | ----- | ---- | ---- | ----- |
| 422  | 692  | 1 025 | 950  | 884  | 1 171 |

| 1970  | 1980  | 1990  | 2000  | 2010  | - |
| ----- | ----- | ----- | ----- | ----- | - |
| 1 357 | 2 310 | 1 836 | 2 755 | 2 930 | - |